# Dolmen del Puig ses Forques
Der 1923 erstmals ausgegrabene Dolmen del Puig ses Forques (auch Puigsesforques) liegt in einem kleinen Waldstück, innerhalb der Straßenschleife „Carrer del Menhir“ inmitten der Bebauung von Sant Antoni de Calonge, einem Ortsteil von Calonge in der Comarca Baix Empordà in der Provinz Girona in Katalonien in Spanien.
Der polygonale, etwa 1,7 × 2,0 m messende Dolmen, dessen Zugangsbereich und Deckstein fehlen, besteht aus sieben (von acht) heute unterschiedlich hohen, da abgeschlagenen Tragsteinen. Der fehlende achte Tragstein war vermutlich, wie der nördliche heute umgekippte Stein, etwas eingewinkelt und bildete mit diesem einen Teil der einstigen Zugangskonstruktion.
Nördlich des Dolmen steht ein wieder aufgerichteter stark zerklüfteter rötlicher Menhir.